# Дыра (фильм)
«Дыра» (фр. Le trou) — последний фильм французского режиссёра Жака Беккера, вышедший на экраны в 1960 году. Экранизация одноимённого дебютного романа Жозефа Дамиани, ставшего известным под псевдонимом Жозе Джованни. Роман основан на реальных событиях и повествует о попытке побега в 1947 году группы заключённых из парижской тюрьмы Санте. К нему имел отношение Дамиани, находившийся в то время в тюрьме по обвинению в соучастии в тяжком преступлении, совершённом в 1945 году. Находясь в заключении, Джованни познакомился с Роланом Барба, известным своими многочисленными побегами из тюрем. История его самого знаменитого побега из тюрьмы Санте в 1947 году легла в основу первого романа Джованни, а сам Барба послужил прототипом Ролана Дарбана. В 1956 году после одиннадцати лет, проведённых в заключении, Дамиани выходит на свободу, где заканчивает роман «Дыра», привлёкший к нему внимание публики.
Беккер был знаком с обстоятельствами побега по газетной публикации 1947 года и это дело его очень заинтересовало. После выхода книги в свет он встретился с автором романа, после чего решил снять на его основе фильм, пригласив Джованни в качестве консультанта. Режиссёр стремился добиться достоверности происходящего, для чего сделал выбор в пользу неизвестных широкой публике исполнителей и отказался от музыкального сопровождения. Ролан Барба под псевдонимом Жан Кероди сыграл роль Ролана Дарбана. Черновой вариант уже отснятого фильма не удовлетворил требованиям взыскательного режиссёра, и он переснял его на киностудии Жана-Пьера Мельвиля. В связи со смертельной болезнью, «Дыра» стала последней режиссёрской работой Жака Беккера. Он умер 21 февраля 1960 года не дожив около месяца до премьеры. После его смерти картину заканчивал его сын — кинорежиссёр Жан Беккер. Фильм участвовал в основной конкурсной программе 13-го Каннского международного кинофестиваля.

## Сюжет

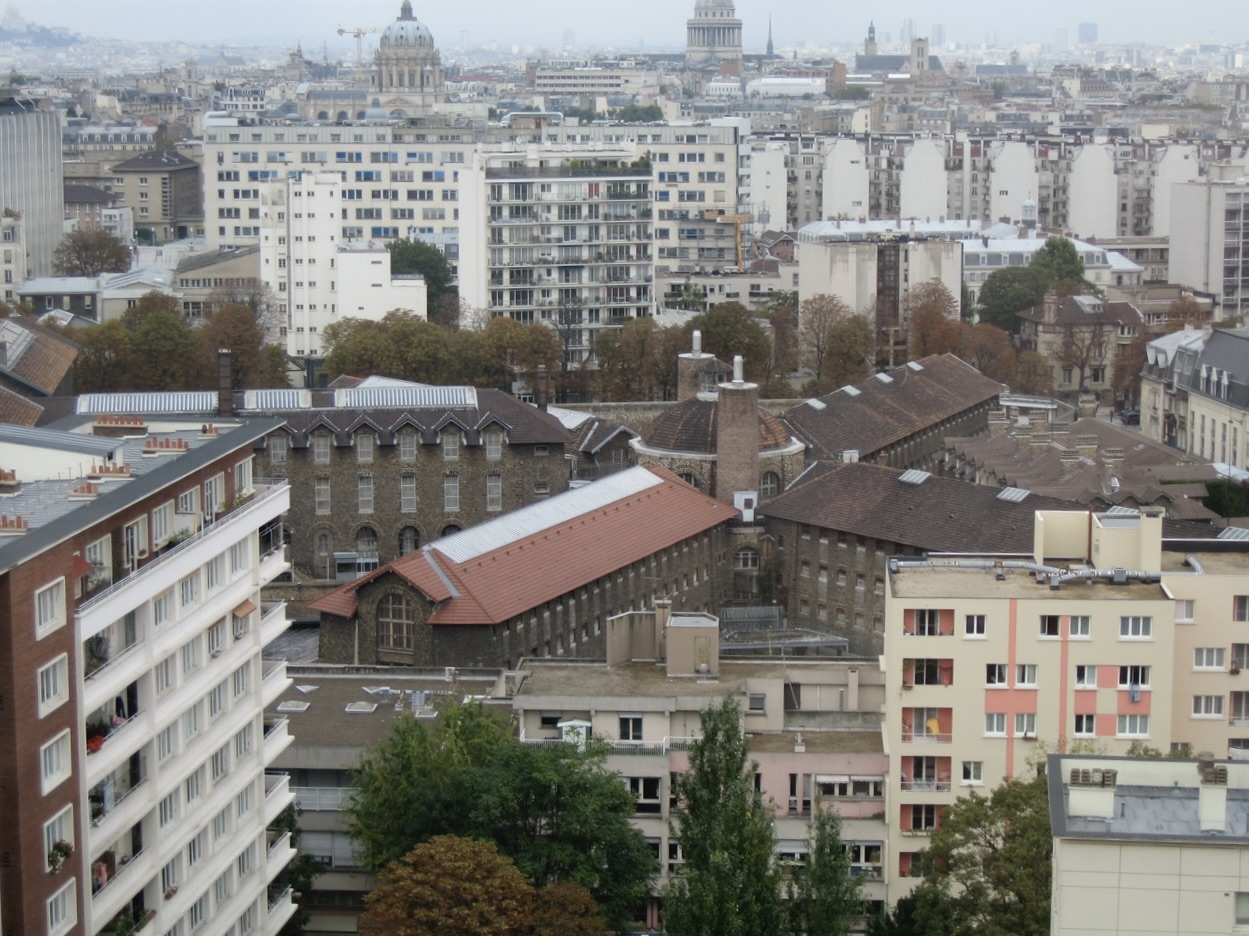
Вид на тюрьму Санте в 2007 году

Фильму предпослано обращение, которое произносит Жан Кероди, освободившийся из тюрьмы и работающий автомехаником: «Здравствуйте… Мой друг Жак Беккер изложил во всех подробностях одну историю… Подлинную историю. Мою собственную. Произошло это в 1947 году в тюрьме Санте…».
Молодого заключённого Клода Гаспара в связи с ремонтом переводят в другую камеру и подселяют к четырём товарищам — Жо, Маню, Монсеньору и Ролану. По словам Гаспара, он был обвинён в покушении на жизнь своей богатой жены, которая во время их ссоры была ранена из ружья, после того как он хотел её обезоружить. Те отнеслись к новичку поначалу настороженно, однако вскоре решили раскрыть ему свою тайну: не надеясь скоро выйти из тюрьмы, они решили совершить побег, пробив дыру в полу своей камеры. Клод сразу же соглашается принять участие в этом плане, и пятеро заключённых под руководством хитроумного Ролана принимаются за работу. Сокамерники проделывают дыру в полу, через которую можно добраться до подземных коммуникаций тюрьмы. Этот план им успешно удаётся осуществить, а Маню и Гаспар даже пробираются к канализационному колодцу городского коллектора расположенного на улице. Однако они не сбегают, а возвращаются в камеру, чтобы организовать совместный побег.
После возвращения в камеру Гаспара вызывают к начальнику тюрьмы, где ему объявляют, что вчера жена сняла с него обвинения и вскоре он будет освобождён. Заключённый обрадован этим известием, но по нему видно, что он чем-то обеспокоен. Начальник тюрьмы понимает это и спрашивает его не может ли он чем-нибудь помочь. Дальнейший их разговор не показан, а после его окончания Гаспар возвращается в камеру, погружённый в свои мысли. Товарищи спрашивают, где он был два часа, на что он ответил, что был у начальника, который сказал, что жена отказалась от иска. Однако он опасается, что получит пять лет заключения и поэтому будет бежать из тюрьмы вместе со всеми. Маню подозревает предательство с его стороны, но Гаспар сумел убедить сокамерников, что это не правда. Ночью всё готово к побегу, но в самый последний момент в камеру врываются два десятка тюремщиков, которые избивают заключённых за попытку бегства, а Маню нападает на Гаспара, но их растаскивают. Жо, Маню, Монсеньора и Ролана выстраивают голых в коридоре, а Гаспара не освобождают, как он на это надеялся, а помещают по указанию начальника в соседнюю камеру.

## Создатели фильма
Съёмочная группа:
- Жак Беккер — режиссёр
- Жан Беккер — ассистент режиссёра
- Серж Зильберман — продюсер
- Жак Беккер, Жан Орель, Хосе Джованни — сценарий
- Гислен Клоке — оператор
- Филипп Артюи — композитор
- Маргерит Ренуар — монтаж
- Рино Мандолини — художник

Актёрский состав:
| Актёр             | Роль                 |
| ----------------- | -------------------- |
| Марк Мишель       | Клод Гаспар          |
| Жан Кероди        | Ролан Дарбан         |
| Филипп Леруа      | Маню Борелли         |
| Мишель Константен | Жо Кассен            |
| Раймон Мёнье      | Вослен («Монсеньор») |
| Катрин Спаак      | Николь               |
| Андре Бервиль     | начальник тюрьмы     |
| Жан-Поль Коклен   | лейтенант Гренваль   |

## История создания

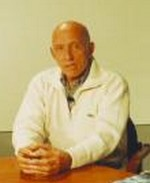
Жозе Джованни в 2001 году

Фильм основывается на дебютном романе Жозефа Дамиани, ставшего известным под псевдонимом Жозе Джованни. Он повествуют о попытке побега группы заключённых в 1947 году, к которому имел отношение Дамиани, находясь в тюрьме по обвинению в соучастии в тяжком преступлении. В 1945 году Жозеф и его старший брат приезжают в Париж, где вступают в банду грабителей, созданную Полем Сантосом, их дядей с материнской стороны. Они занимались вымогательством денег у спекулянтов, дельцов «чёрного рынка» времён немецкой оккупации и сотрудничавших с нацистами. При этом эти действия банды маскировались под арест «предателей» за «измену родине». В мае 1945 года во время одного из налётов, в ходе завязавшейся перестрелки хозяин дома, защищаясь, получил смертельное ранение. Жозеф, был ранен в ногу, потерял сознание и в убийстве непосредственного участия не принимал. Придя в себя он был арестован как соучастник преступления, хотя даже не держал в руках оружия, что выяснилось в ходе судебного процесса. 17 ноября 1948 года суд приговорил Жозефа Дамиани и его сообщника Жоржа Аккада к смертной казни. В течение долгих месяцев Жозеф находился в камере смертников, ожидая гильотины. Ему удалось избежать смерти благодаря стараниям хлопотавшего за него отца и адвоката. Президент Франции Венсан Ориоль заменяет обоим преступникам смертную казнь на 20 лет принудительных работ. В 1956 году после одиннадцати лет, проведённых в заключении, Дамиани выходит на свободу. Выйдя из тюрьмы, по совету адвоката Стивена Эке, рекомендовавшего занятия литературной деятельностью в качестве профилактики депрессии, он пишет свой первый роман «Дыра» (фр. Le Trou). В нём идёт речь о попытке побега, которую он совершил вместе с другими заключёнными. Его адвокат Эке и писатель Роже Нимье дали прочесть рукопись романа Антуану Блондену и Альберу Камю, благодаря которым он и был опубликован под псевдонимом Жозе Джованни. Роман, написанный необычным стилем, производил впечатление на читателей писательскими находками и очень сильными натуралистическими сценами, часто на грани терпимого. Если верить Джованни, Камю не мог поверить в то, что автором романа является неизвестный бывший заключённый, и предположил, что его написал Андре Мальро. Находясь в заключении, Джованни познакомился с Роланом Барба, известным своими многочисленными побегами из тюрем. История его самого знаменитого побега из тюрьмы Санте в 1947 году легла в основу первого романа Джованни, а сам Барба послужил прототипом Ролана Дарбана, взявшего псевдоним Жан Кероди.
Жак Беккер познакомился с обстоятельствами дела ещё в 1947 году из газетной статьи, которую он вырезал на память, так как уже тогда понимал, что из этой истории может получиться фильм. Роман Джованни вышел в 1957 году, а прочитанная режиссёром рецензия на книгу напомнила ему о замысле фильма на сюжет знаменитого побега. Он встретился с начинающим писателем и узнал, что тот принимал участие в его подготовке. Беккер приобрёл права на экранизацию и совместно с Жаном Орелем написал сценарий, пригласив Джованни в качестве консультанта фильма. В отличие от романа, содержание которого основано на возврате в прошлое в виде воспоминаний героя, сценарий построен в хронологической последовательности. Ещё на этапе создания сценария режиссёр пришёл к выводу, что в ролях было бы уместно задействовать незнакомых для зрителя исполнителей. Он пояснил, что стремился таким образом добиться эффекта реалистичности и драматизма: «Если зритель узнаёт в человеке, облачённом в тюремную робу, актёра, которого он видел в других ролях, он теряет веру в подлинную трагичность ситуации, и напряжение спадает». В связи с этим, Беккер привлёк непрофессиональных, начинающих актёров (Константен и Леруа впоследствии неоднократно снимались в кино), а на роль Ролана Дарбана пригласил всё того же Барба, взявшего псевдоним Жан Кероди. Беккер рассматривал кандидатуру Жана-Поля Бельмондо на роль в фильме, но отказался после того, как актёр, находившийся в Алжире был неудачно озвучен Жаном-Люком Годаром в его короткометражке «Шарлотта и её хахаль» (1960). От музыкального сопровождения режиссёр отказался, чтобы более точно передать звуковую атмосферу тюрьмы Санте.
Черновой вариант уже полностью отснятого фильма не удовлетворил требованиям взыскательного режиссёра, и он переснял его на киностудии Jenner, расположенной на одноимённой улице в XIII-м округе Парижа. Она принадлежала режиссёру Жану-Пьеру Мельвилю, который дружил с Беккером и ценил его творчество. По словам Мельвиля, Беккер снимал десятки дублей каждого плана, но в итоге останавливался на первых, в крайнем случае на шестом дубле: «Вот что такое минусы перфекционизма». Во время съёмок Жак неизменно ждал одобрительной реакции со стороны сына Жана: «Как будто мнение Жана для него действительно что-то значило. Невероятно!», — вспоминал Мельвиль. В связи со смертельной болезнью, «Дыра» стала последней режиссёрской работой Жака Беккера. Он умер 21 февраля 1960 года не дожив около месяца до премьеры. После его смерти картину заканчивал его сын — кинорежиссёр Жан Беккер.

## Прокат
Фильм вышел во французский прокат 18 марта 1960 года, где его посмотрели более 1 380 000 зрителей, из них на Париж пришлось почти 245 000 посещений. По мнению Мельвиля, неуспех фильма у зрителя был вызван тем, что он появился в неподходящее время и демонстрировался в слишком большом кинотеатре «Мариньян». Практики просмотров в небольших кинотеатрах ещё не существовало, а незадолго до этого потерпела неудачу и его собственная картина — «Двое на Манхэтене» (1959). После провала этого фильма Беккер при встрече сказал Мельвилю, что следующим в этом зале провалится его «Дыра» и, несмотря на ободряющие слова, что этого не должно произойти, пророчески ответил, что так оно и будет.

## Художественные особенности
Камера оператора почти не покидала тесную тюремную камеру, но саспенса в «Дыре» было больше, чем в любом триллере с погонями и стрельбой. Это был рассказ о четырёх зэках, на свою беду посвятивших нового сокамерника в план побега. Почти инструкция по технологии побега, скрупулёзно внимательная к мельчайшим деталям: как пилить решётку, долбить лаз в подвал, подменить человека на койке чучелом. И главное, горькая притча о предательстве, об иудах рядом с нами…
Франсуа Трюффо вспоминал, что при съёмках картины более всего Беккер опасался, попасть в «ловушку» поэтизации мира тюрьмы, её жаргона. В итоге он сумел отказаться от этого и показал тюремный мир, где персонажи общаются на понятном, общем языке. Само же место заключения показано как образцовое заведение, где всё организовано на принципах официального, казённого учреждения (например, больницы).
По словам режиссёра, главной темой фильма является взаимоотношения между людьми, приговорёнными к тому, чтобы находиться вместе в ограниченном пространстве. В июле 1959 года Беккер говорил, что события происходящие в картине фактически представляют собой осовремененную версию истории новозаветного Иуды. Не будь её он бы вообще не стал бы браться за этот фильм. «Самое увлекательное — проследить за тем, как замечательно задуманное предприятие сводится на нет человеком, который ведёт себя, как Иуда: он до самого конца принимает участие в деле, а в финале предаёт товарищей. Какая-то печать проклятия лежит на этом типе», — говорил режиссёр. Гаспар показан как персонаж, никогда так до конца и не интегрировавшийся в группу своих сокамерников. В то же время общность четырёх товарищей подчёркивается различными средствами в виде взаимных взглядов, улыбок, знаков одобрения и т. д. Эти связи подтверждаются на каждой стадии пути к свободе и на каждом поворотном этапе попыток группы ввести в свой состав Гаспара.
Одна из наиболее известных сцен фильма снята в технике внутрикадрового монтажа — без склеек, одним длинным планом, длящимся около четырёх минут. Это происходит во время тяжёлой работы заключённых над устройством лаза в полу, что позволяет зрителю сопереживать героям в режиме реального времени, поучаствовать в их стремлении к свободе. Советский критик Инна Соловьёва отмечала другой аспект такого художественного приёма: «Кажется, на то, чтобы вскрыть полы, на экране уходит столько же времени, сколько понадобилось бы на самом деле. Но синхронность имеет тут иной эффект, нежели эффект точности; достоверности: наоборот, действие кажется растянутым, символически однообразным». В фильме, впервые у Беккера, отсутствует музыкальное сопровождение; оно появляется только в самом конце, когда после финальных титров экран затемняется и появляется надпись: «Вы видели фильм Жака Беккера».

## Критика
На смерть Беккера откликнулись многие кинематографисты. Мельвиль посмотрел картину уже после смерти Беккера. Он назвал фильм «одним из самых прекрасных на свете» и, по его словам, был просто «потрясён этим шедевром». Мельвиль приводит также историю об одном из самых влиятельных французских режиссёров 1950-х годов и о том впечатлении, которое на него произвела лента:

…на премьере «Дыры» Рене Клеман плакал. Увидев это, литературный агент Жан Россиньоль подошёл ко мне и прошептал: «Знаешь, почему он плачет? Потому что не он снял „Дыру“».
Серж Даней говорил, что в фильме заключена «формула свободы». Трюффо отмечал, что зрителям на первом просмотре пришлось «выполнить обязанность нотариусов при вскрытии завещания». Годар, в последний раз общавшийся с режиссёром во время озвучивания «Дыры», в статье «Брат Жак» писал: «Подобно Мольеру, Жак Беккер пал на поле неслыханной и чудовищной битвы: битвы художественного творчества». Российский киновед Михаил Трофименков назвал «Дыру» последним шедевром безвременно ушедшего режиссёра. Он противопоставляет картину другой наиболее известной работе Беккера — «Золотая каска» (1952), снятой по большей части на натуре, в отличие от «Дыры» действие, которой происходит в ограниченном пространстве: «Это абсолютная антитеза не менее гениальной и безвоздушной „Дыре“, где действие замкнуто в камере тюрьмы Санте». По наблюдению российского критика Егора Сенникова, шедевр Беккера характеризуется скрупулёзным отношением к деталям в духе Робера Брессона, а также ему свойственен «гиперреализм и полное эмоциональное опустошение в финале». Несмотря на то, что заключённые, готовящие побег, с самого начала похожи на обречённых, за их действиями и судьбой зрители следят с неподдельным интересом на протяжении всего фильма.

## Награды и номинации
- 1960 — участие в основном конкурсе 13-го Каннского кинофестиваля[25]
- 1961 — премия Французского синдиката кинокритиков за лучший фильм (Жак Беккер)
- 1962 — почётный диплом премии «Юсси» (Финляндия) лучшему режиссёру зарубежного фильма (Жак Беккер)
- 1962 — две номинации на премию BAFTA: лучший фильм, лучший зарубежный актёр (Филипп Леруа)